# Haager Abkommen

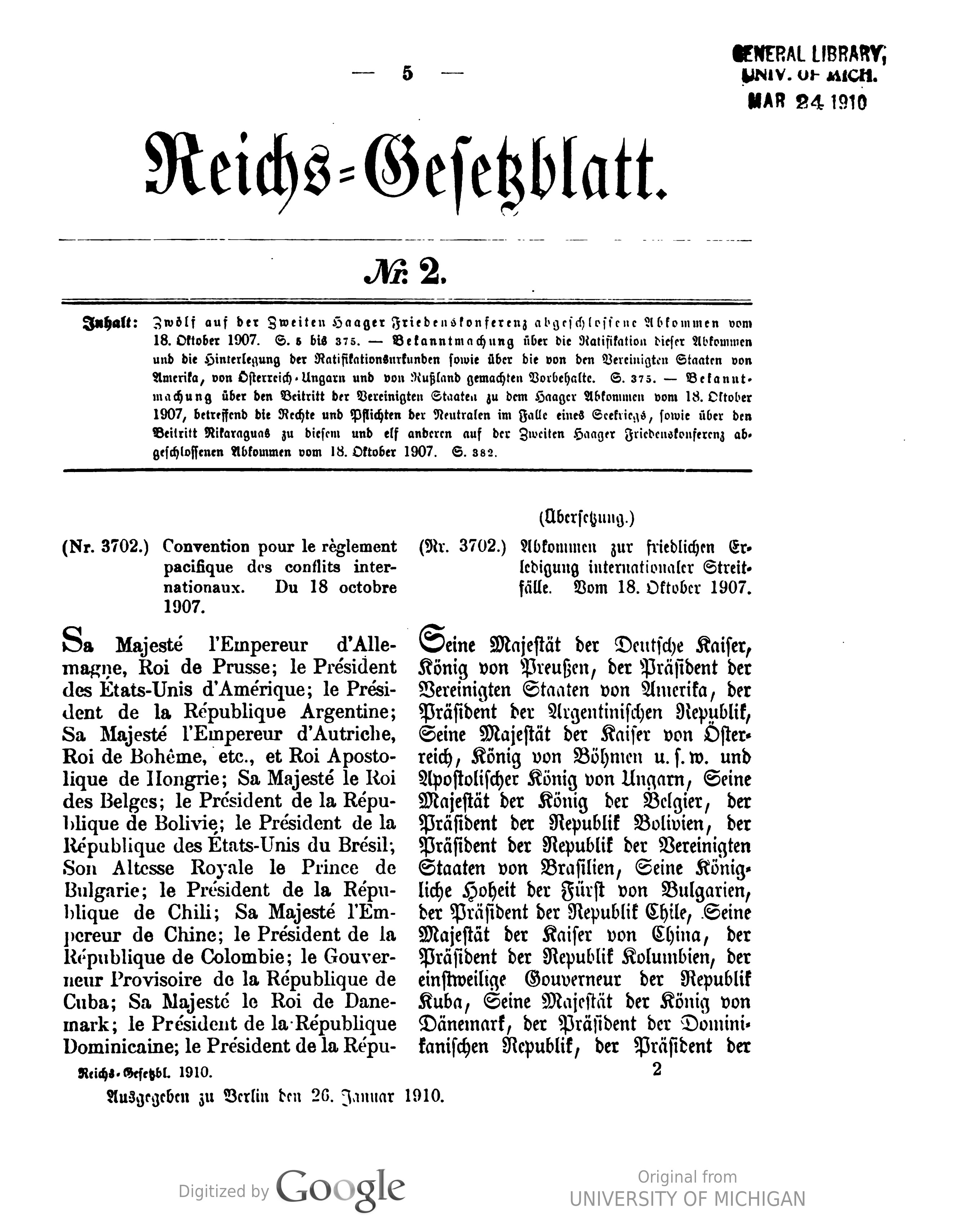
Haager Abkommen vom 18. Oktober 1907 im Deutschen Reichsgesetzblatt 1910, S. 5 ff.

Als Haager Abkommen oder Haager Konventionen wird eine Anzahl von Konventionen bezeichnet, die auf den Haager Friedenskonferenzen 1899 und 1907 zwischen den wichtigsten damaligen Mächten abgeschlossen wurden, und die verschiedene kriegsvölkerrechtliche Regelungen enthalten. Sie bilden bis heute einen wichtigen Teil des humanitären Völkerrechts, soweit sie nicht durch die technischen Entwicklungen überholt sind. Lediglich die Bestimmungen zur Behandlung von Kriegsgefangenen und von Zivilpersonen sind durch die Genfer Konventionen vom 12. August 1949 abgelöst worden. Der Teil des humanitären Völkerrechts, der die Haager Konventionen umfasst, wird manchmal als Haager Recht bezeichnet, neben dem durch die Genfer Konventionen definierten Genfer Recht.
Die Abkommen der zweiten Haager Friedenskonferenz werden wie folgt nummeriert:
1. Haager Abkommen betreffend die friedliche Erledigung von internationalen Streitfällen
2. Haager Abkommen betreffend die Nichtanwendung von Gewalt bei Eintreibung von Vertragsschulden
3. Haager Abkommen betreffend den Beginn der Feindseligkeiten (auch zur Neutralität und zur Form der Kriegserklärung)
4. Haager Abkommen betreffend die Gesetze und Gebräuche des Landkriegs (mit Haager Landkriegsordnung)
5. Haager Abkommen betreffend die Rechte und Pflichten der neutralen Mächte und Personen im Falle eines Landkriegs
6. Haager Abkommen über die Behandlung der feindlichen Kauffahrteischiffe beim Ausbruche der Feindseligkeiten
7. Haager Abkommen betreffend die Umwandlung von Kauffahrteischiffen in Kriegsschiffe
8. Haager Abkommen betreffend die Legung von unterseeischen selbsttätigen Kontaktminen
9. Haager Abkommen betreffend die Beschießung durch Seestreitkräfte in Kriegszeiten
10. Haager Abkommen betreffend die Anwendung der Grundsätze des Genfer Abkommens auf den Seekrieg
11. Haager Abkommen über gewisse Beschränkungen des Beuterechts im Seekriege
12. Haager Abkommen betreffend die Errichtung eines internationalen Prisenhofs (nicht in Kraft getreten)
13. Haager Abkommen betreffend die Rechte und Pflichten der Neutralen im Falle eines Seekriegs

Die meisten der Abkommen enthalten eine sogenannte Allbeteiligungsklausel. Diese besagt, dass das betreffende Abkommen während eines Krieges nur gilt, wenn alle am Krieg beteiligten Staaten Vertragspartei des jeweiligen Abkommens sind. Die Haager Landkriegsordnung (Anlage zum IV. Haager Abkommen) als wichtigster Teil der Haager Abkommen wird jedoch mittlerweile als Völkergewohnheitsrecht angesehen. Sie gilt damit auch für Staaten, die nicht Vertragspartei dieses Abkommens sind. Diese Rechtsauffassung wurde unter anderem durch ein Urteil des Internationalen Militärgerichtshofs von Nürnberg aus dem Jahr 1946 etabliert und gilt seitdem als allgemein anerkannt.